# Nhân vật toàn cầu
Nhân vật toàn cầu (giản thể: 环球人物; phồn thể: 環球人物; bính âm: Huánqiú rénwù, Hán Việt: Hoàn cầu nhân vật, tiếng Anh: Global People), là một tờ báo Trung Quốc do Nhân Dân nhật báo quản lý và chịu trách nhiệm, là một trong những tạp chí định kỳ về các vấn đề thời sự đương thời.

## Thông tin cơ bản
Tạp chí Nhân vật toàn cầu do Nhân Dân nhật báo quản lý và phát hành, là tạp chí định kỳ tổng hợp thông tin thời sự có số lượng phát hành lớn nhất, có uy tín và sức ảnh hưởng lớn nhất Trung Quốc.

## Đặc điểm của tạp chí
Dùng nhân vật để ghi lại thời đại. Là tạp chí định kỳ đầu tiên của Trung Quốc có góc nhìn toàn cầu đối với các nhân vật.
Đối tượng của báo là các nhân vật có sức ảnh hưởng đối với chính trị, kinh tế, văn hóa và xã hội trong nước Trung Quốc.